# استخدام ثانوي (عمارة)

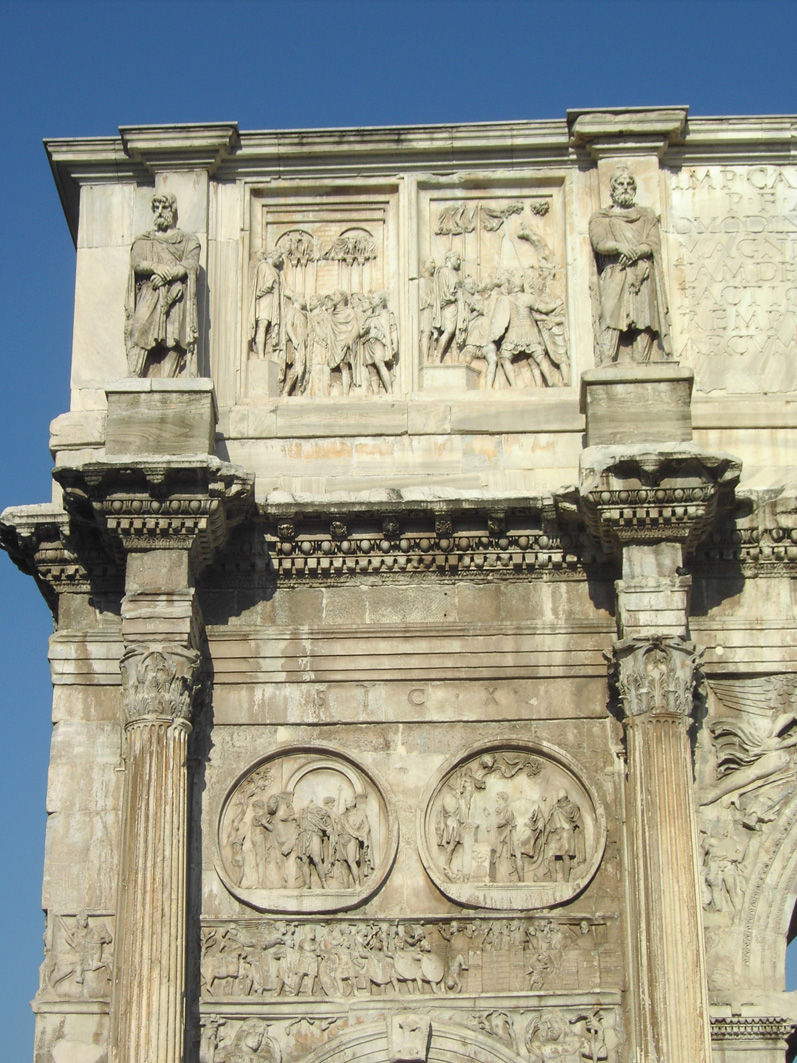
سبوليا في واجهة قوس قسطنطين في روما.

إعادة توظيف عناصر معماريّة، حيث تم إعادة استخدامها في قوس قسطنطين بروما على مراحل.

الاستخدام الثانوي أو سبوليا (باللاتينية: Spolia) هو إعادة توظيف حجارة بناء قديمة في إنشاء مبنًا جديد، أو إعادة استخدام نحت زخرفي في آثار جديدة. وهو نتيجة لممارسة قديمة وواسعة الانتشار، خصوصًا في العصور القديمة المتأخرة، حيث يتم نقل الحجر الذي تم اقتطاعه وقطعه واستخدامه في بُنية مبنيّة ليتم استخدامه في مكان آخر.
تُعَد هذه الممارسة ذات أهميّة خاصة بالنسبة للمؤرّخين وعلماء الآثار والمؤرّخين المعماريين، حيث أن شواهد القبور والنُصُب التذكاريّة والقطع الأثريّة غالبًا ما تكون مُتضمَّنة في بنايات مبنيّة بعد قرون أو آلاف السنين. وعلى الرغم من أن الأدبيّات الحديثة حول السبوليا تهتم بالمقام الأول بأمثلة تعود إلى العصور القديمة وصولاً إلى العصور الوسطى، إلاّ أن هذه الممارسة شائعة وربما لا توجد أي فترة من تاريخ الفن لا يمكن العثور عليها.

## تاريخ
كانت هذه الممارسة شائعة عند الرومان والبيزنطيين ثم العرب. وقد حصل أن مبانٍ قديمة هُدمت بالكامل، بما في ذلك أساساتها التحتيّة، لتمكين بناء مبانٍ جديدة. وتوجد أمثلة مختلفة على وجود السبوليا في مبانٍ كثيرة حول العالم، كما في خزان البازيليك في إسطنبول وقوس قسطنطين في روما، وعدد من الأعمدة في مساجد القيروان وغزة وقرطبة، حيث تم استخدام عناصر معماريّة لحضارات قديمة في تشييدها.
يُعتقد أنه تم تفكيك كنيستين بشكل كامل في وورسيستر في إنجلترا (إحداها من القرن السابع والأخرى من القرن العاشر)، بحيث أمكن إعادة توظيف حجر البناء لبناء كاتدرائيّة جديدة في عام 1084.

## صور

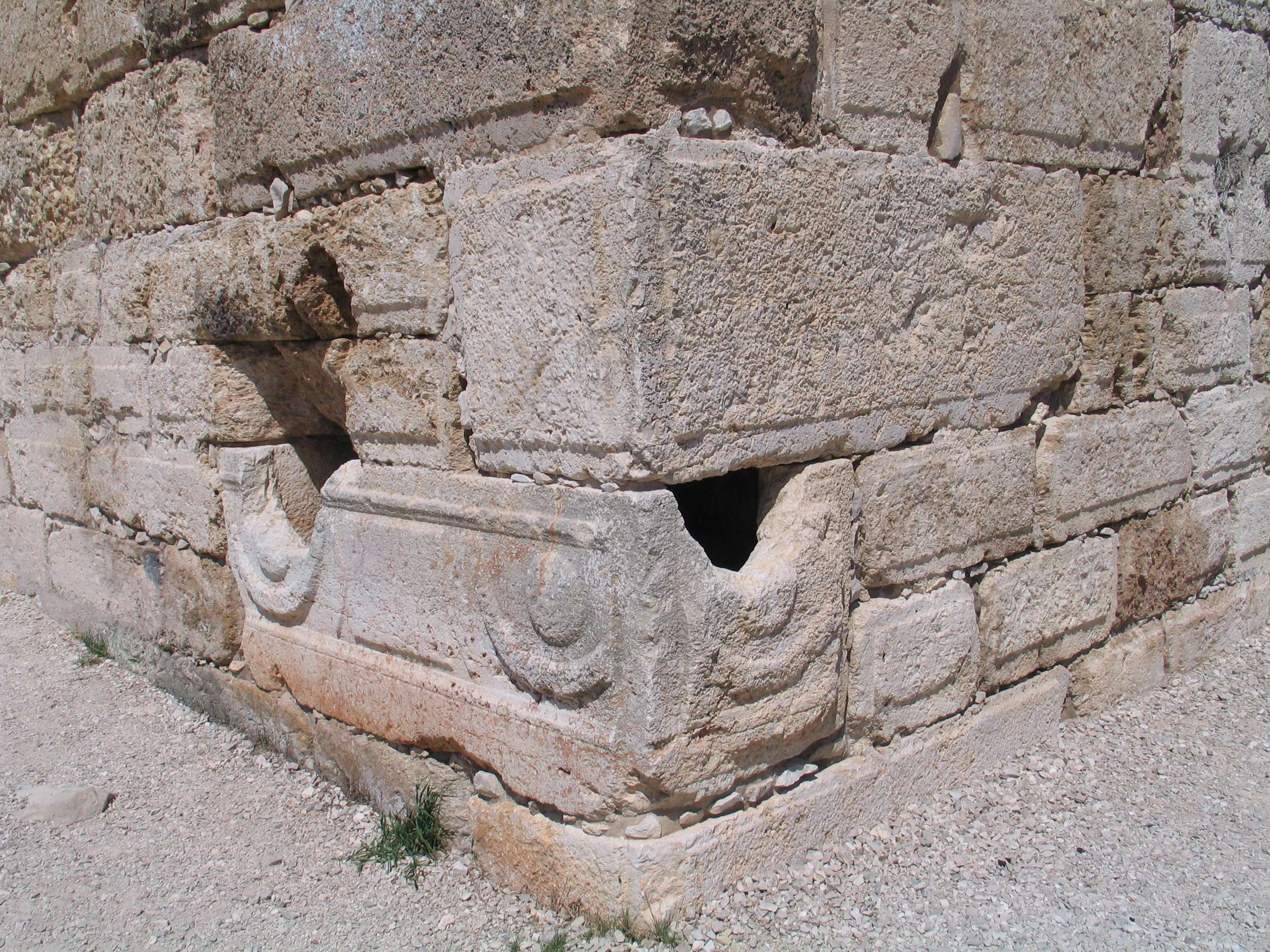
سبوليا بقلعة صليبية بفلسطين
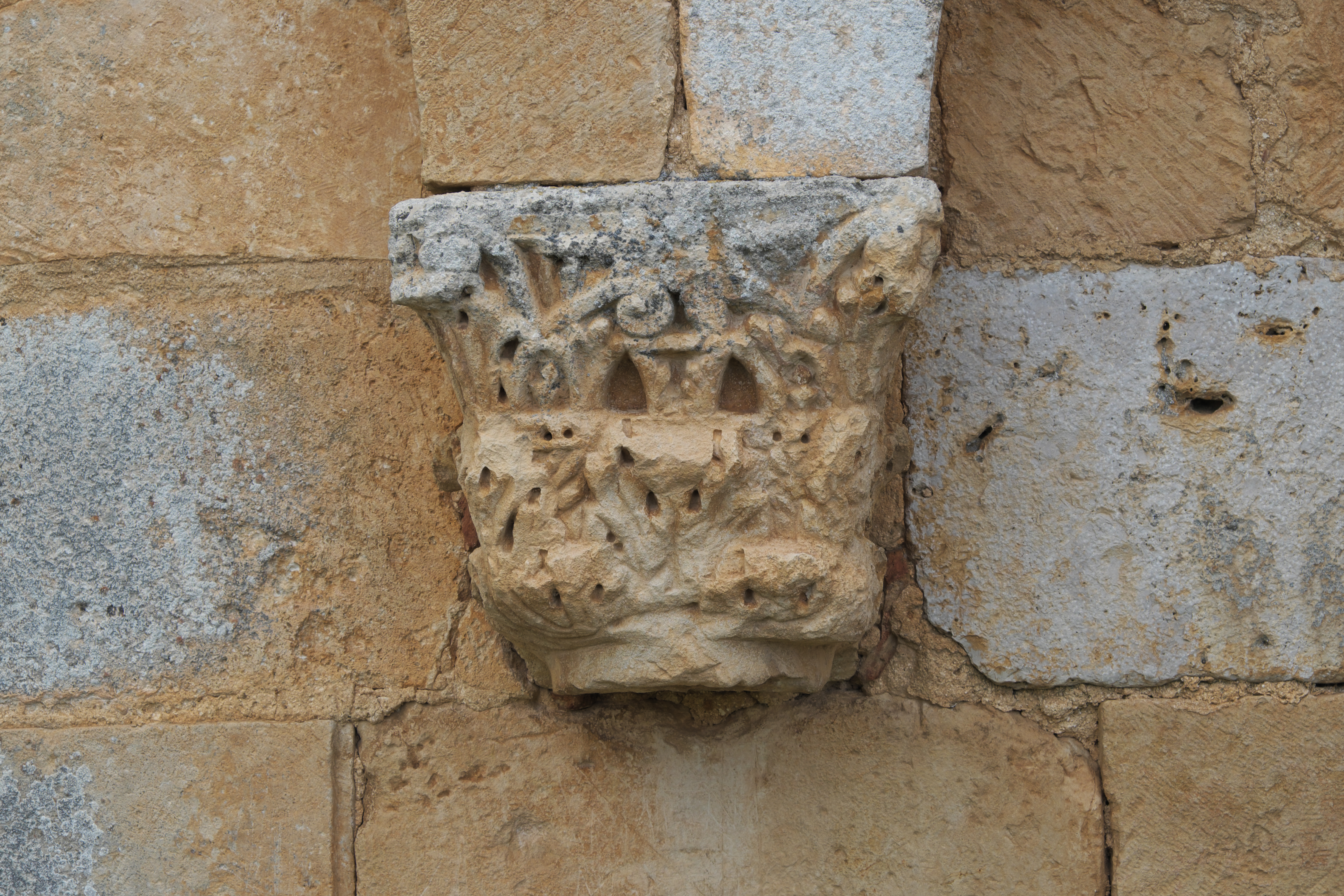
سبوليا في إسبانيا
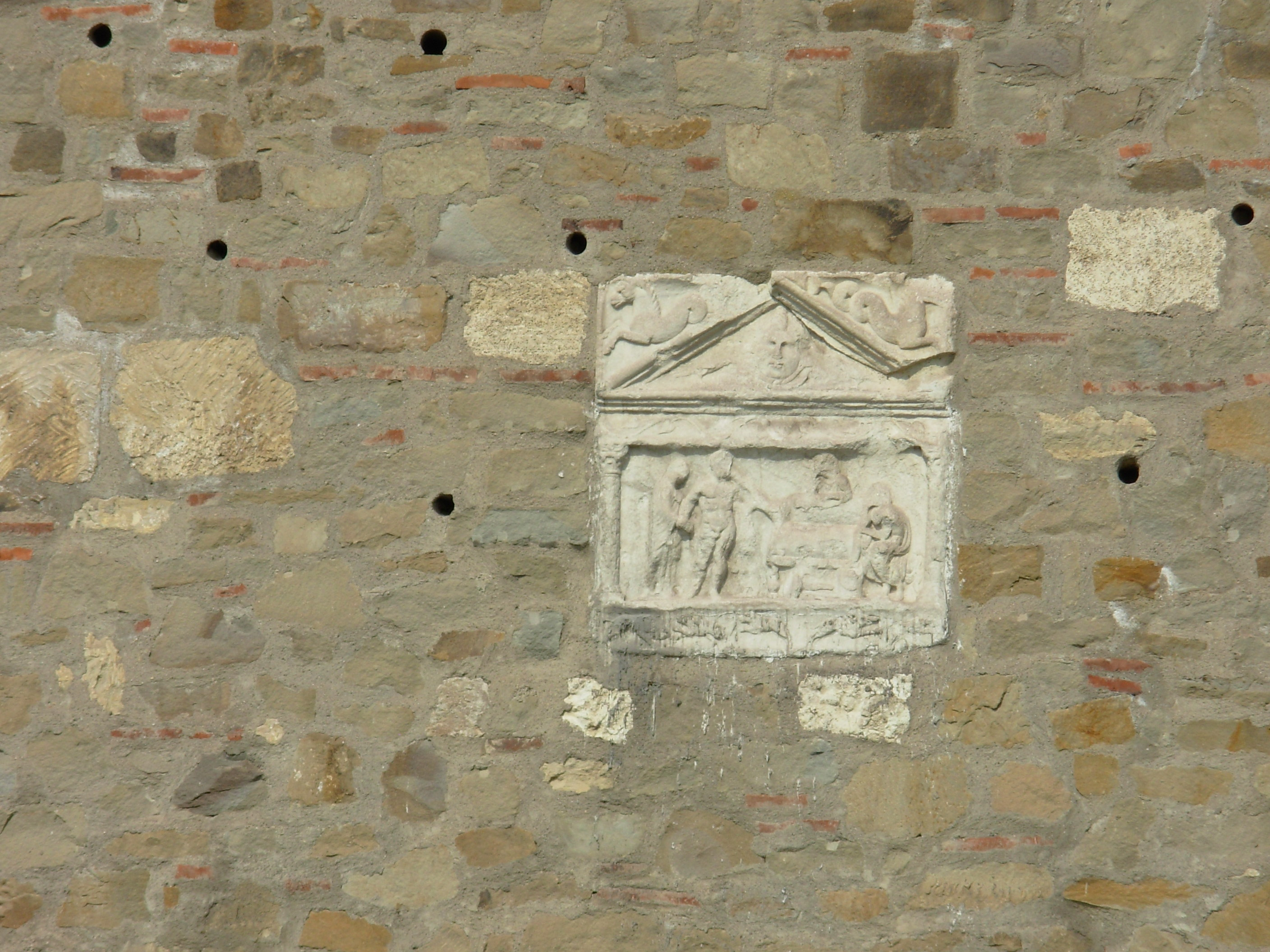
سبوليا في صربيا

## وصلات خارجية
- الاستخدام الثانوي المعماري والتحول الحضري في روما من القرن الرابع إلى القرن الثالث عشر، جامعة هومبولت في برلين (بالإنجليزية)
- سبوليا: عن إعادة استخدام حجر البناء في بناء مبانٍ جديدة (بالإنجليزية)